# Верхнеуслонское сельское поселение
Верхнеуслонское сельское поселение — муниципальное образование (сельское поселение) в составе Верхнеуслонского района Татарстана.
Административный центр — село Верхний Услон.

## География
Расположено на правом берегу Волги (Куйбышевское водохранилище) напротив г. Казань.
Место массовых садово-огородных хозяйств и дачно-коттеджных посёлков казанцев.

## Население
| 2010  | 2011  | 2012  | 2013  | 2014  | 2015  | 2016  |
| ----- | ----- | ----- | ----- | ----- | ----- | ----- |
| 4811  | ↘4802 | ↗4953 | ↗4997 | ↗5120 | ↗5164 | ↗5205 |
| 2017  | 2018  | 2021  |       |       |       |       |
| ↗5227 | ↘5186 | ↘4364 |       |       |       |       |

## Населённые пункты
На территории сельского поселения расположены 3 населённых пункта: село Верхний Услон, поселок им. Кирова, деревня Студенец.